# Amarone della Valpolicella
Amarone della Valpolicella hay ngắn gọn Amarone là một loại rượu vang đỏ Ý được xếp hạng DOCG từ nho để khô. Vào ngày 21 tháng 8 năm 1968 Amarone được xếp hạng DOC (theo wiki tiếng Đức, còn wiki tiếng Anh là từ tháng 12 năm 1990). Vào tháng 12 năm 2009 nó được nâng lên hạng DOCG (loại thượng hạng nhất ở Ý). Đây là một loại rượu vang đỏ được sản xuất ở vùng Valpolicella. Trong chai nó có thể giữ đặc tính của nó từ 10 đến 15 năm, có khi tới 30 năm. Amarone bên cạnh những loại rượu lâu đời như Barolo ở Piemonte, hay Brunello di Montalcino ở Tuscany, là một trong những loại vang đỏ thượng hạng ở Ý.
Từ Amarone là từ chữ amaro, tiếng Ý có nghĩa là đắng, được dùng để phân biệt với Recioto della Valpolicella, một loại rượu vang trong vùng ngọt hơn.

## Khu vực trồng nho
Nho để làm rượu vang Amarone chỉ được lấy từ những khu vực trồng nho của những xã (một phần hay toàn thể) thuộc vùng Veneto:
Marano, Fumane, Negrar, Sant’Ambrogio di Valpolicella, San Pietro in Cariano, Dolcè, Verona, San Martino Buon Albergo, Lavagno, Mezzane di Sotto, Tregnago, Illasi, Colognola ai Colli, Cazzano di Tramigna, Grezzana, Pescantina, Cerro Veronese, San Mauro di Saline và Montecchia di Crosara.